# Campeonato Mundial de Biatlón de 2020
El LIV Campeonato Mundial de Biatlón se celebró en la localidad alpina de Anterselva (Italia) entre el 12 y el 23 de febrero de 2020 bajo la organización de la Unión Internacional de Biatlón (IBU) y la Federación Italiana de Biatlón.

## Resultados

### Masculino
| Evento                        | Oro                                                                                        | Plata                                                                                               | Bronce                                                                           |
| ----------------------------- | ------------------------------------------------------------------------------------------ | --------------------------------------------------------------------------------------------------- | -------------------------------------------------------------------------------- |
| 10 km velocidad (15.02)       | Alexandr Loguinov · Rusia · 22:48,1                                                        | Quentin Fillon Maillet Francia 22:54,6                                                              | Martin Fourcade Francia 23:07,6                                                  |
| 20 km individual (19.02)      | Martin Fourcade Francia 49:43,1                                                            | Johannes Thingnes Bø · Noruega · 50:40,1                                                            | Dominik Landertinger · Austria · 51:05,2                                         |
| 12,5 km persecución (16.02)   | Émilien Jacquelin Francia 31:15,2                                                          | Johannes Thingnes Bø · Noruega · 31:15,6                                                            | Alexandr Loguinov · Rusia · 31:39,1                                              |
| 15 km salida en grupo (23.02) | Johannes Thingnes Bø · Noruega · 38:09,5                                                   | Quentin Fillon Maillet Francia 38:51,5                                                              | Émilien Jacquelin Francia 39:04,5                                                |
| Relevos 4 × 7,5 km (22.02)    | Francia Émilien Jacquelin Martin Fourcade Simon Desthieux Quentin Fillon Maillet 1:12:35,9 | Noruega · Vetle Sjåstad Christiansen · Johannes Dale · Tarjei Bø · Johannes Thingnes Bø · 1:12:57,4 | Alemania · Erik Lesser · Philipp Horn · Arnd Peiffer · Benedikt Doll · 1:13:12,1 |

### Femenino
| Evento                          | Oro                                                                                                | Plata                                                                                      | Bronce                                                                                               |
| ------------------------------- | -------------------------------------------------------------------------------------------------- | ------------------------------------------------------------------------------------------ | --- |
| 7,5 km velocidad (14.02)        | Marte Olsbu Røiseland · Noruega · 21:13,1                                                          | Susan Dunklee Estados Unidos 21:19,1                                                       | Lucie Charvátová · República Checa · 21:24,4                                                         |
| 15 km individual (18.02)        | Dorothea Wierer · Italia · 43:07,7                                                                 | Vanessa Hinz · Alemania · 43:09,9                                                          | Marte Olsbu Røiseland · Noruega · 43:23,5                                                            |
| 10 km persecución (16.02)       | Dorothea Wierer · Italia · 29:22,0                                                                 | Denise Herrmann · Alemania · 29:31,5                                                       | Marte Olsbu Røiseland · Noruega · 29:35,8                                                            |
| 12,5 km salida en grupo (23.02) | Marte Olsbu Røiseland · Noruega · 39:14,0                                                          | Dorothea Wierer · Italia · 39:34,7                                                         | Hanna Öberg · Suecia · 39:40,1                                                                       |
| Relevos 4 × 6 km (22.02)        | Noruega · Synnøve Solemdal · Ingrid Tandrevold · Tiril Eckhoff · Marte Olsbu Røiseland · 1:07:05,7 | Alemania · Karolin Horchler · Vanessa Hinz · Franziska Preuß · Denise Herrmann · 1:07:16,4 | Ucrania · Anastasiya Merkushyna · Yuliya Dzhyma · Viktoriya Semerenko · Olena Pidhrushna · 1:07:24,1 |

### Mixto
| Evento                                | Oro                                                                                            | Plata                                                                                 | Bronce |
| ------------------------------------- | ---------------------------------------------------------------------------------------------- | ------------------------------------------------------------------------------------- | --- |
| Relevos 2 × 6 km + 2 × 7,5 km (13.02) | Noruega · Marte Olsbu Røiseland · Tiril Eckhoff · Tarjei Bø · Johannes Thingnes Bø · 1:02:27,7 | Italia · Lisa Vittozzi · Dorothea Wierer · Lukas Hofer · Dominik Windisch · 1:02:43,3 | República Checa · Eva Kristejn Puskarčíková · Markéta Davidová · Ondřej Moravec · Michal Krčmář · 1:02:58,5 |
| Relevo individual (20.02)             | Noruega · Marte Olsbu Røiseland · Johannes Thingnes Bø · 34:19,9                               | Alemania · Franziska Preuß · Erik Lesser · 34:37,5                                    | Francia Anaïs Bescond Émilien Jacquelin 34:49,7                                                             |

## Medallero
| Núm. | País            | Oro | Plata | Bronce | Total |
| ---- | --------------- | --- | ----- | ------ | ----- |
| 1    | Noruega         | 6   | 3     | 2      | 11    |
| 2    | Francia         | 3   | 2     | 3      | 8     |
| 3    | Italia          | 2   | 2     | 0      | 4     |
| 4    | Rusia           | 1   | 0     | 1      | 2     |
| 5    | Alemania        | 0   | 4     | 1      | 5     |
| 6    | Estados Unidos  | 0   | 1     | 0      | 1     |
| 7    | República Checa | 0   | 0     | 2      | 2     |
| 8    | Austria         | 0   | 0     | 1      | 1     |
| 8    | Suecia          | 0   | 0     | 1      | 1     |
| 8    | Ucrania         | 0   | 0     | 1      | 1     |
|      | TOTAL           | 12  | 12    | 12     | 36    |